# Skrupel (Maßeinheit)

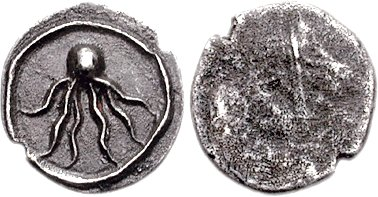
Etruskische Scrupel-Silbermünze aus dem dritten Jahrhundert vor Christus mit einem
(Rest-)Gewicht von 0,92 Gramm

Der Skrupel (von lateinisch scrupulus) oder das Scrupel (von lateinisch scrupulum) ist eine nicht SI-konforme Maßeinheit von unter anderem 1,2 bis 1,3 Gramm bzw. 0,18 bis 0,19 Millimetern. Abgeleitet ist das lateinische Wort in der Bedeutung „(spitzes) Steinchen“ (auch „kleiner Kieselstein“ und „kleinster Teil eines Gewichtes oder einer Masse“) eine Verkleinerungsform von lateinisch scrūpus („rauer Fels“; „scharfer spitzer Stein“), woraus auch die Bedeutung „Gewissensbedenken“ im Sinne von „Genauigkeit, die so ängstlich ist wie der Gang über spitze Steine“ herrührt.
Der Skrupel (lateinisch scrupulus) war im antiken Rom eine der kleinsten gebräuchlichen Maßeinheiten für die Masse, ist aber auch als Maßeinheit auf andere Größen übertragen worden. Später wurde die Einheit als Apothekergewicht gebraucht und mit dem Einheitenzeichen ℈ oder s.ap. (für scrupulus apothecarius) abgekürzt. Das altgriechisch γράμμα wurde dem römischen Skrupel gleichgesetzt.

## Gewichtsmaß

### Allgemein
Als Maßeinheit der Masse betrug der römische Skrupel (troy scruple, s.tr.) 1⁄24 einer Feinunze (troy ounce, oz.tr.), also 1⁄288 eines Pfunds (troy pound, lb.tr.), was in etwa 1,2 Gramm (oder einem Drittel Quentchen) entspricht. Der Wert der Einheiten war jedoch in unterschiedlichen Regionen und im Laufe der Zeit leicht unterschiedlich. Die Unterteilung in 20 Gran (20 Weizenkörnern entsprechend) erfolgte für die Pharmazie erstmals durch Nicolaus Salernitus im Antidotarium Nicolai im 12. Jahrhundert.
- 1 Skrupel (s.ap.) = 20 Gran (gr.)[1]
- 1 Skrupel (s.tr.) = 24 Gran (gr.)
- 1 Pfund (lb.tr.) = 12 Unzen (oz.tr.) = 96 Dram (dr.ap.) = 288 Scrupel (s.ap.) = 5760 Gran (gr.)

### Königreich Bayern
Das Nürnberger Apothekerpfund betrug historisch 357,84 Gramm. Das Königreich Bayern rundete dieses unter Montgelas 1811 auf 360 Gramm.
| Einheit |            | historisch    | Reformwert |
| ------- | ---------- | ------------- | ---------- |
| Pfund   | 12 Unzen   | ≈ 357,84 g    | 360 g      |
| Unze    | 8 Drachmen | ≈ 029,82 g    | 030 g      |
| Drachme | 3 Skrupel  | ≈ 003,7275 g  | 003,75 g   |
| Skrupel | 20 Gran    | ≈ 001,2425 g  | 001,25 g   |
| Gran    |            | ≈ 0062,125 mg | 062,5 mg   |

Siehe auch: Alte Maße und Gewichte (Bayern)

### Belgien
- 1 Drachme = 3 Skrupel ≈ 3,9 Gramm[11]
- 1 Skrupel = 20 Gran ≈ 1,30 Gramm
- 1 Gran ≈ 0,062 Gramm
- Rückschluss 1 Gramm ≈ 15,3 Gran

### Dänemark
- 1 Drachme = 3 Skrupel ≈ 3,726 Gramm[11]
- 1 Skrupel = 20 Gran ≈ 1,242 Gramm
- 1 Gran ≈ 0,0621 Gramm

### England
- 1 Drachme = 3 Skrupel ≈ 3,87 Gramm[11]
- 1 Skrupel („Scruple“) = 20 Gran ≈ 1,291 Gramm
- 1 Gran ≈ 0,064 Gramm
- Rückschluss 1 Gramm ≈ 15,43 Gran

## Medizinalgewicht
Skrupel (Abkürzung: scr., Zeichen: ɜ) war auch ein Teil des regionalen Medizinalgewichts, welches 20 Gran wog. Das Aß (holl.) kann mit 0,048 Gramm gerechnet werden.
- Italien: 1 Scrupolo = 24 Grani
- Basel: 1 Scrupel = 23 7⁄12 Aß (holl.)
- Berlin: 1 Scrupel = 25 1⁄3Aß (holl.)
- Bologna: 1 Scrupel = 24 5⁄12 Aß (holl.)
- Mailand: 1 Scrupel = 30 1⁄8 Aß (holl.)
- Nürnberg: 1 Scrupel = 28 2⁄3 Aß (holl.)
- Solothurn: 1 Scrupel = 23 3⁄8 Aß (holl.)
- Turin: 1 Scrupel = 22 2⁄9 Aß (holl.)
- Wien: 1 Scrupel = 30 1⁄3 Aß (holl.)
- Württemberg: 1 Scrupel = 1,24178368 Gramm[14]

## Längeneinheit

### Preußen
- 1 Rute = 12 Fuß = 144 Zoll = 1728 Linien = 20.736 Scrupel/Punkt[15] ≈ 3,7662 m
- 1 Fuß = 12 Zoll = 144 Linien = 1728 Skrupel = 139,13 Pariser Linien (Definition als Richtmaß in Preußen) ≈ 0,31385 Meter
- 1 Zoll = 12 Linien = 144 Skrupel ≈ 27,07 Millimeter
- 1 Linie = 12 Skrupel ≈ 2,256 Millimeter
- 1 Scrupel ≈ 0,1816 Millimeter

### Frankreich
Ableitung von der Toise, altfranzösisches Längenmaß
- 1 Toise du Pérou = 6 Fuß = 72 Zoll = 864 Linien = 10.368 Punkt oder Skrupel ≈ 1,9490363 Meter
- 1 Zoll = 12 Linien = 144 Punkte oder Skrupel ≈ 27,07 Millimeter
- 1 (Pariser) Linie = 12 Punkte oder Skrupel ≈ 2,256 Millimeter
- 1 Punkte oder Skrupel ≈ 0,188 Millimeter

## Zeit und Fläche
Als Maßeinheit der Fläche betrug es 1⁄288 eines Jochs.
Als Maßeinheit der Zeit war ein Skrupel 1⁄24 einer Stunde, also 150 Sekunden.